# Robert Salis
Robert Salis (Marselha, 24 de dezembro de 1954) é um cineasta, escritor e produtor francês.

## Filmografia
- 1980: Chansons souvenirs
- 1983: Lettres d'amours perdues
- 1992: L'Envers du décor: Portrait de Pierre Guffroy
- 1993: À la recherche du paradis perdu
- 2004: Grande École